# 1985 Hopmann
Hopmann (asteroide 1985) é um asteroide da cintura principal com um diâmetro de 35,51 quilómetros, a 2,6732123 UA. Possui uma excentricidade de 0,1457641 e um período orbital de 2 022 dias (5,54 anos).
Hopmann tem uma velocidade orbital média de 16,83700846 km/s e uma inclinação de 17,13753º.
Esse asteroide foi descoberto em 13 de Janeiro de 1929 por Karl Reinmuth.